# Total Birgit
Total Birgit war eine Comedysendung von Schweizer Radio und Fernsehen, die zwischen dem 1. Mai 1998 und dem 3. Januar 2015 jeweils ein- bis zweimal pro Jahr, meist am Samstagabend, ausgestrahlt wurde. Speziell an der Serie war, dass die Schauspielerin Birgit Steinegger fast alle Rollen selber spielte.

## Handlung
Protagonistin der Serie war Elvira Iseli, eine Hausfrau im fortgeschrittenen Alter. Ihr zur Seite standen in den meisten Folgen unter anderem ihre Nachbarn, die Italienerin Frau Schruppatelli und die urchigen Pfunds. Die resolute Elvira Iseli versuchte sich in den verschiedenen Folgen in immer anderen Jobs und Aufgaben, die sie mit oft sehr unkonventionellen Lösungen meisterte.
Die zumeist ziemlich exzentrischen Figuren wurden praktisch alle von Birgit Steinegger gespielt. Die verschiedenen Masken und die entsprechende Schnitttechnik verbargen dies jedoch weitgehend.

## Liste aller Total-Birgit-Folgen
- 1998: Iseli & Co 
  - Birgit Steinegger schlüpft in ihrer Comedy-Show in die unterschiedlichsten Rollen: sie verkörpert auf liebenswerte Art ein ganzes Kaleidoskop von Figuren, denen alle auch schon irgendeinmal begegnet sind, und karikiert so gekonnt ein Stück Schweizer Alltag.[2]
- 1999: Mallorca 
  - Frau Iseli hat zu Hause Stress mit ihren Nachbarn, der Familie Pfund. Um Ruhe zu finden, bucht sie ein Pauschalarrangement auf Mallorca. Sie ahnt nicht, dass sie dabei vom Regen in die Traufe gerät. Auf der Suche nach Erholung gibt es schliesslich praktisch nur eine Lösung: so schnell wie möglich zurück.
- 2000: London 
  - Im Wohnblock von Frau Iseli bricht das Wettbewerbsfieber aus. Man rubbelt, was das Zeug hält und prompt gewinnt sie eine Kulturreise nach London, bei der sie als Höhepunkt in einem Symphonie-Orchester die Pauke schlagen darf. Als Begleiterin nimmt sie ihre temperamentvolle Nachbarin Schruppatelli mit. Wer Elvira Iseli kennt, weiss, dass dieser Ausflug in die unbekannte Grossstadt nicht ganz reibungslos verlaufen kann.
- 2000: Der Umzug 
  - Frau Iseli will umziehen. Die Tücken der Wohnungssuche hat Frau Iseli allerdings unterschätzt. Deshalb bewirbt sie sich schliesslich entnervt für ihre alte Wohnung, die sie eigentlich verlassen wollte. Und natürlich hat sie auch eine eigenwillige Methode erfunden, wie man eine Wohnung effizient wieder einräumen kann.
- 2000: Jobsuche 
  - Frau Iseli ist auf Jobsuche, und zwar nicht ganz freiwillig: Sie hat ihre Arbeit als Teilzeitkosmetikerin verloren, weil ihre haarsträubenden Methoden bei den Kunden und der Chefin auf wenig Verständnis stiessen. Nun versucht Frau Iseli in ihrer erfrischend unkonventionellen Art, eine neue Arbeit zu finden. Sie stellt fest, dass vor allem junge, dynamische Leute gefragt sind. Kein Problem für Frau Iseli: Was es braucht, um jung zu sein, lässt sich schliesslich erlernen. Aber so einfach ist es dann leider doch nicht.
- 2001: Gesundheit 
  - Obwohl ihr gar nichts fehlt, wird sie an die verschiedensten Stellen verwiesen. Selbst der Operationssaal bleibt ihr nicht erspart. Auf ihre bekannte bodenständige und direkte Art zieht sie aber immer wieder den Kopf aus der Schlinge. Bis sie durch ein Missgeschick am Schluss dann doch noch im Spitalbett landet.
- 2002: Achtung Millionärin! 
  - Frau Iseli nimmt am Fernsehquiz «Wer wird Millionär?» teil und gewinnt völlig überraschend mit einer Mischung aus Glück und gesundem Instinkt den Hauptpreis. Die Medien stürzen sich auf die frischgebackene Millionärin. So wird sie nicht nur reich, sondern auch noch prominent. Bald muss sie jedoch erkennen, dass das Leben in der Öffentlichkeit nicht nur angenehme Seiten hat. Und spätestens beim Drehen eines Werbespots wird ihr das Ganze dann doch zu bunt.
- 2002: Mann o Mann 
  - Frau Iselis Nachbarin Rosmarie Pfund nervt ihre Mitbewohner zusehends mit ihrer pingeligen Art. Rosmaries Mutter kommt zum Schluss, dass eine Besserung nur eintreten kann, wenn ihre Tochter wieder einen Mann an ihrer Seite hat. Sie bittet Elvira Iseli, sich darum zu kümmern. Diese tut das mit der ihr eigenen Gründlichkeit: sie klappert die nähere Umgebung nach geeigneten Kandidaten ab, recherchiert im Internet und schickt ein heimlich gedrehtes Video über Rosmarie an ein Partnervermittlungs-Institut. Erstaunlicherweise meldet sich eine ganze Reihe von heiratswilligen Männern, die von Frau Iseli und ihrer Nachbarin Frau Schruppatelli geprüft und aussortiert werden. Ein Kronfavorit wird gekürt, ein Treffen eingefädelt, doch inzwischen ist Rosmarie selber nicht untätig geblieben, was den raffiniert ausgeheckten Plan gehörig durcheinanderbringt.
- 2003: Abenteuer Expo 
  - Eigentlich will Elvira Iseli nur zusammen mit ihren Hausgenossinnen die Expo besuchen. Doch wieder einmal läuft es anders als geplant. Ihre Cousine Annelies, die als Expo-Hostess arbeitet, hat einen dringenden Termin und bittet Elvira Iseli, kurz für sie einzuspringen. An sich ist das kein Problem, aber dummerweise fasst die Ersatzhostess Iseli gleich eine wichtige Aufgabe: ein Mitglied des dänischen Königshauses soll in Murten eine Rede halten, und Frau Iseli wird beauftragt, die Blaublüterin in Biel abzuholen. «Ihre Hoheit» erweist sich als ziemlich skurril und unberechenbar. In einem unbeobachteten Moment taucht sie in der Besuchermenge unter. Frau Iseli macht sich sofort auf die Suche quer durch sämtliche Arteplages. Dabei kann sie auf die tatkräftige Unterstützung ihrer Nachbarinnen zählen. Schliesslich scheint sich alles zum Guten zu wenden, und doch endet das Abenteuer Expo auf dem Polizeiposten.
- 2003: Ordnung muss sein 
  - Frau Iseli steckt im Sumpf der Bürokratie. Das neue Vogelhaus von Frau Schruppatelli erregt bei den Nachbarn wegen seiner Grösse Anstoss. Diese beschweren sich bei der Gemeinde. Elvira Iseli kommt ihrer Freundin bei der Auseinandersetzung mit den Behörden zu Hilfe. Der Weg durch die Institutionen erweist sich aber als wesentlich langweiliger und aufwendiger als erwartet.
- 2004: Ein Fall für Iseli 
  - Frau Iseli in den Fussstapfen von Miss Marple. Im Schloss, wo Frau Schruppatelli als Köchin engagiert ist, verschwindet ein wertvolles Schmuckstück. Sie ruft Elvira Iseli zu Hilfe, und diese nimmt sich der Sache an. Mit eigenwilligem Spürsinn bringt sie den Fall in einer spannenden Abfolge von überraschenden Enthüllungen zu einer unerwarteten Auflösung.
- 2004: Coiffure Iseli 
  - Eigentlich wollte Elvira Iseli nur auf einen Sprung bei ihrer Zwillingsschwester Dorothée, die einen Coiffeursalon führt, vorbeischauen. Dorothée bittet sie aber, schnell den Laden zu hüten, weil sie ein Paket auf die Post bringen muss. Es ist erstaunlich, was in kürzester Zeit passieren kann, wenn man einen Laden hütet. Noch erstaunlicher ist, was sich alles ergeben kann, wenn man nur ein Paket auf die Post bringt. Eine turbulente Folge von Verstrickungen, die die Zwillingsschwestern Iseli arg ins Rotieren bringt. Jetzt kann nur noch Frau Schruppatelli helfen.
- 2004: Alpsegen 
  - Elvira Iseli will einem Bergbauern helfen, Geld zu verdienen und entwickelt ein ungewöhnliches Tourismusprojekt.[3]
- 2005: Die italienische Hochzeit 
  - Ein Road-Movie der besonderen Art: Frau Iseli und Frau Schruppatelli sind unterwegs nach Italien zu einer Hochzeitsfeier. Die Reise verläuft turbulent: Autos weg und Geld weg. Aber Frau Iseli entwickelt erstaunliche Ideen, um doch noch rechtzeitig ihr Ziel zu erreichen: das Heimatdorf von Frau Schruppatelli, bevölkert von vielen schillernden Figuren.
- 2006: So ein Theater! 
  - Elvira Iseli soll für das Gemeindejubiläum einen Theaterabend organisieren. Was harmlos anfängt, droht in einer Katastrophe zu enden.[3]
- 2006: Schwedische Gardinen 
  - Frau Iseli im Knast. Und dabei beginnt alles ganz harmlos mit einer umstrittenen Parkbusse. Elvira Iselis Gerechtigkeitssinn treibt sie unweigerlich immer tiefer in die Mühlen der Justiz, bis sie schliesslich im Gefängnis landet. Dort wundert man sich ziemlich schnell über die neue Insassin, denn Frau Iseli stellt den Betrieb in kurzer Zeit gehörig auf den Kopf. Natürlich ist sie dann aber auch clever genug, um sich wieder aus ihrer misslichen Lage zu befreien.
- 2007: Big Business 
  - Frau Iseli macht Karriere. Sie mischt ganz gross mit im Management eines Weltkonzerns. Eigentlich wollte sie ja nur an einer Betriebsbesichtigung teilnehmen. Aber wie es ihre vorwitzige Art ist, steckt sie ihre Nase zum falschen Zeitpunkt in die falsche Tür. In der Folge nimmt sie an einer Sitzung teil, in die sie gar nicht hingehört, sie diskutiert mit, trifft Entscheidungen und landet schliesslich im Privatjet Richtung New York. Mit anderen Worten: Sie befindet sich wieder einmal in einer Situation, aus der sie sich nur mit ihrem unverwechselbaren gesunden Menschenverstand retten kann. Und natürlich mit Hilfe ihrer Freundin, Frau Schruppatelli, und ihren Nachbarn, der Familie Pfund.
- 2007: Oh wie schön! 
  - Elvira Iseli fällt auf, dass auch in ihrer Umgebung Schönheitskult und Jugendwahn überhand nehmen: Da wird nordisch gewalkt, nur noch supergesund gegessen und zünftig an Gesicht und Figur herummodeliert. Sie beschliesst, einen Gegenpunkt zu setzen und bewirbt sich als Model für die reife Frau. Und dies mit überraschendem Erfolg: Offenbar trifft sie einen Nerv der Zeit, denn sie schafft es bis in das Mode-Mekka Mailand und mischt dort die Szene gehörig auf.
- 2008: Guru Iseli 
  - Frau Iseli steht vor einer ungewöhnlichen Herausforderung: Sie scheint übersinnliche Fähigkeiten zu entwickeln. Dies beschert nicht nur ihr selbst turbulente Erlebnisse, vor allem ihr Bekanntenkreis gerät dadurch ziemlich ins Schleudern.
- 2008: Ein bisschen Frieden 
  - Iseli & Co. mitten auf der Bühne der Weltpolitik! Dabei sind sie nur als Personal in einem Hotel angestellt, in dem auch Polit-Prominenz einquartiert wurde.[3]
- 2009: Moderne Zeiten 
  - In «Moderne Zeiten» mühen sich Frau Iseli und Frau Schruppatelli mit den technischen Errungenschaften ab, die eigentlich den Alltag erleichtern sollten. Aber natürlich meistern die beiden die Herausforderungen einer immer komplexeren Welt bravourös, auch wenn sie damit so nebenbei eine weltweite Krise auslösen.
- 2009: Hallo Frau Professor
  - Frau Iseli will sich im Selbststudium zur Akademikerin ausbilden.
- 2009: So ein Zufall
  - Kleine Ursache, grosse Wirkung: Frau Iseli findet ein Handy und versucht dringend, den Besitzer aufzuspüren. Dieser hat nämlich ein SMS erhalten, das üble Folgen für ihn haben könnte. Mithilfe von Frau Schruppatelli gelingt es Frau Iseli zwar, das Schlimmste abzuwenden. Nur haben sich die beiden ohne Wissen des Handybesitzers ziemlich rigoros in dessen Angelegenheiten eingemischt. Wie soll man ihm das erklären? Auch für die Lösung dieses Problems hat die clevere Frau Iseli eine ziemlich ungewöhnliche Strategie bereit.
- 2010: Hausfrauenrock
  - Frau Schruppatelli hat Elvira Iseli für "MusicStar"angemeldet, weil sie von deren Gesangskünsten beeindruckt ist. Frau Iseli wird zur Überraschung vieler nicht nur für die Sendung nominiert, sondern avanciert gar zum Publikumsliebling. Von ihrem Erfolgt beflügelt gründet die ambitionierte Frau Iseli zusammen mit ihren Nachbarinnen eine Frauenrockband, mit der sie so richtig durchstarten will.[4]
- 2011: Garten Eden
  - Elvira Iseli übernimmt einen Schrebergarten und schlägt sich schon bald einmal nicht nur mit den Tücken des Gemüseanbaus herum, sondern auch mit den Marotten der Nachbarn. Und als wäre das nicht Ärger genug: Es wird bekannt, dass die Familiengärten einer Grossüberbauung weichen sollen. Aber das lässt sich eine Frau Iseli nicht bieten, und schon gar nicht, wenn sie gerade den Salat frisch angepflanzt hat. Ihre Protestaktionen führen sie in unerwartete Situationen: So platzt sie mit ihrem Elektromobil mitten in ein Autorennen und hebt als unfreiwillige Hobbypilotin ab in ungeahnte Höhen.
- 2011: Gute alte Zeiten
  - Elvira Iseli erzählt in ihrer unnachahmlichen Art vom turbulenten Leben ihrer Grossmutter Hyazintha. Diese hat als Fabrikarbeiterin den Betrieb ziemlich auf den Kopf gestellt und den Fabrikbesitzer mit ihrer aufmüpfigen Art zur Weissglut getrieben. Folgerichtig war sie auch in der Arbeiterbewegung aktiv und hat sich mit der Polizei ein paar Scharmützel geliefert. Später dann wanderte sie nach Amerika aus und brachte es zu einiger Berühmtheit in Hollywood, wo sie an der Seite anderer Filmgrössen in diversen Stummfilmen mitwirkte. Auch Elvira Iselis Mutter taucht in dieser Folge auf, und das Publikum erfährt, warum Elvira ein Kind des Rock ’n’ Roll ist.
- 2012: Iseli for President!
  - In der neusten Folge von "Total Birgit" steigt Elvira Iseli in die Politik ein. Sie gründet die PGM, die "Partei für gesunden Menschenverstand", weil sie der Meinung ist, dass dieser bis anhin in der Politik nicht vertreten wird. Zusammen mit Frau Schruppatelli tourt sie mit einem Wohnmobil durch die Schweiz und versucht, die Leute für ihre Anliegen zu gewinnen. Diese Politkampagne amerikanischen Zuschnittes ist zwar ungewohnt für hiesige Verhältnisse, aber sehr erfolgreich. Die PGM gewinnt auf Anhieb 24 Sitze bei den Nationalratswahlen. Ein nicht geplanter Nebeneffekt dieses Erfolges ist allerdings die Tatsache, dass auch ihre Nachbarinnen Oma Pfund und Frau Mgubi nun im Parlament vertreten sind und mit kuriosen Aktionen auf sich aufmerksam machen.[5]
- 2012: Volldampf
  - Was für ein Schnäppchen! Elvira Iseli kauft für nur gerade einen Schweizer Franken eine veritable Dampflok, ein richtiges Prachtstück. Was sie dabei aber nicht bedacht hat: Das Ungetüm aus Eisen verursacht auch Kosten. Um den Unterhalt der Lokomotive bezahlen zu können, muss sie sich – wie schon so oft – schnell etwas einfallen lassen. Und da ist Frau Iseli einmal mehr optimistisch und etwas unbescheiden: Sie gründet die SIB, die «Schweizerischen Iseli Bahnen». Auf einer stillgelegten Bahnstrecke sollen Nostalgiefahrten mit der eigenen Dampfbahn angeboten werden und so das nötige Kapital in die Kasse spülen. Allerdings hat dieser Plan seine Tücken. Aus der Not will Elvira Iseli die Lok nämlich selber fahren und lässt sich zur Lokomotivführerin ausbilden. Und auch das andere Personal hat es in sich: Klappt das mit Frau Schruppatelli als Köchin im Buffetwagen? Und wie schlägt sich Frau Hugi-Webemann als Kondukteurin? Auch der Posten des Stationsvorstands ist mit Oma Pfund mutig besetzt. Ein Abenteuer mit ungewissem Ausgang also.
- 2012: Opas Glück
  - Eigentlich ist sie nur auf einem Ausflug, aber ins Altersheim begleiten kann sie den Rentner schon. Dort stellt sich allerdings heraus, dass Herr Balzli lediglich auf einer Warteliste vorgemerkt ist. Was nun? Die erfinderische Frau Iseli hat da ein paar originelle Ideen, wie dem armen Kerl zu helfen wäre. Sie versucht, ihn als «Asylanten» im Heim unterzubringen, dann als «Patienten» im Spital. Oder was spricht dagegen, wenn er trotz seines fortgeschrittenen Alters adoptiert würde? Alle Versuche scheitern, und nun sind Frau Iseli und Frau Schruppatelli wirklich gefordert. Birgit Steinegger glänzt wiederum in den unterschiedlichsten Rollen. Als «Opa Balzli» ist Alex Freihart zu sehen. Gedreht wurde die Folge an Originalschauplätzen in Schaffhausen.
- 2013: Tele Iseli
  - Elvira Iseli steigt ins Fernsehbusiness ein. Die umtriebige Hauptfigur von «Total Birgit» gründet in der neusten Folge ein Quartierfernsehen. Und tatsächlich hat sie da eine Marktlücke entdeckt. Der Sender entpuppt sich als echte Perle im TV-Angebot. So nahe an den Leuten war noch niemand, vor allem weil sich Reporterin Schruppatelli mächtig ins Zeug legt. Auch Oma Pfund beeindruckt mit ihren skurrilen Alltagstipps, und Frau Schori als Klatschtante ist unübertroffen. Natürlich ist das Fernsehen dieser Frauentruppe nicht ganz professionell und etwas eigenwillig, aber durchaus originell. Und erfolgreich. «Tele Iseli» kommt an und sorgt für Furore. Die Quartierbewohnerinnen und -bewohner werden zu kleinen Fernsehstars, und das sorgt nicht nur für positive Überraschungen.[6]
- 2014: Rent a Woman
  - Da hat sich Elvira Iseli aber etwas eingebrockt: Sie hat verschiedenen arbeitslosen Frauen einen Job versprochen, muss aber schnell einmal feststellen, dass das nicht so einfach ist, wie sie dachte. Wieder ist also der Einfallsreichtum von Frau Iseli gefragt. Sie gründet eine Firma und stellt ihre Schützlinge gleich selber an. Allerdings ist ihr völlig unklar, auf welchem Gebiet diese Firma tätig werden könnte. Eine zündende Idee muss her. Warum nicht das Geld dort holen, wo es vorhanden ist, bei den Managern und der Upperclass? Das stellt sich als vielversprechendes Geschäftsmodell heraus, denn die Sorgen und Bedürfnisse der oberen Gesellschaftsschicht sind vielfältig und speziell. Aber Frau Iseli hat die Antwort auf solche Probleme und weiss auch, wie sich daraus Profit schlagen lässt.
- 2015: Goodbye Frau Iseli
  - 16 Jahre lang hat Birgit Steinegger das Publikum mit «Total Birgit» unterhalten und damit ein Stück Fernsehgeschichte geschrieben. «Goodbye Frau Iseli» ist die letzte Folge dieser erfolgreichen Serie.